# Kootenayscolex
Kootenayscolex barbarensis
Genre
Espèce
Kootenayscolex est un genre fossile de petits annélides aquatiques primitifs ressemblant à un polychète, un ver annélide caractérisé par la présence, sur chacun des segments de son corps, de parapodes portant des soies semblables à de longs poils. Il a été découvert en 2012 en Colombie-Britannique au Canada sur le site de Marble Canyon (en) ainsi que dans le célèbre gisement fossilifère des schistes de Burgess. Il est daté Cambrien moyen, il y a environ 508 Ma (millions d'années),.
Une seule espèce est rattachée au genre : Kootenayscolex barbarensis, décrite par Nanglu et Caron en 2018.

## Étymologie
Le nom de genre Kootenascolex, indique que les fossiles de ce ver ont été principalement trouvés dans le parc national de Kootenay en Colombie-Britannique. Le nom d'espèce barbarensis rend hommage à  Barbara Polk Milstein, une paléontologue spécialiste de la paléofaune des schistes de Burgess.

## Découverte
Plus de 500 fossiles de Kootenascolex ont été découverts sur le site de Marble canyon, ainsi que quelques spécimens dans les schistes de Burgess.

## Description
Kootenascolex est un ver aquatique à poils (soies) d'une longueur pouvant atteindre 3 centimètres.
Il porte de nombreuses Soies (environ 56) sur chacun des 25 segments de son corps, y compris sur son acron (appelé aussi prostomium et correspondant à la tête de l'animal), c'est-à-dire sur le premier segment à l'avant de l'animal. Cette caractéristique est unique chez les polychètes qu'ils soient fossiles ou actuels. Le fait que son segment antérieur (prostomium, acron ou tête) possède encore des soies, comme un segment ordinaire du corps, indique le caractère primitif de l'animal.
La tête de l'animal porte une paire de longs palpes et une antenne centrale.

## Paléobiologie
Ce ver aquatique se déplaçait en fond de mer ou de lac grâce à ses parapodes poilus qui lui servaient à se propulser aussi bien dans l'eau que dans la boue. 
Il devait filtrer le sédiment avec sa bouche pour y trouver sa nourriture.